# Нобелевская премия по физике
Нобелевская премия по физике (швед. Nobelpriset i fysik) присуждается один раз в год Шведской королевской академией наук. Это одна из пяти Нобелевских премий, созданных по воле Альфреда Нобеля в 1895 году, которая вручается с 1901 года.
Другие премии: Нобелевская премия по химии, Нобелевская премия по литературе, Нобелевская премия мира и Нобелевская премия по физиологии и медицине. Первая Нобелевская премия по физике была присуждена немецкому физику Вильгельму Конраду Рентгену «в знак признания необычайно важных заслуг перед наукой, выразившихся в открытии замечательных лучей, названных впоследствии в его честь». Эта награда находится в ведении Нобелевского фонда и по праву считается самой престижной наградой, которую может получить физик. Она вручается в Стокгольме на ежегодной церемонии 10 декабря, в годовщину смерти Нобеля.

## Назначение и выбор
На Нобелевскую премию по физике можно выбрать не более трёх лауреатов. По сравнению с некоторыми другими Нобелевскими премиями, выдвижение и отбор на премию по физике — процесс длинный и строгий. Именно поэтому премия становилась всё авторитетнее на протяжении многих лет и в итоге стала важнейшей премией по физике в мире.
Нобелевские лауреаты выбираются Нобелевским комитетом по физике, который состоит из пяти членов, избираемых Шведской королевской академией наук. На первом этапе несколько тысяч людей предлагают кандидатов. Эти имена изучаются и обсуждаются экспертами до окончательного выбора.
Формы направляются приблизительно трём тысячам человек с предложением представить свои кандидатуры. Имена номинаторов не объявляются публично в течение пятидесяти лет, и также не сообщаются номинантам. Списки номинантов и представивших их номинаторов хранятся в запечатанном виде в течение пятидесяти лет. Впрочем, на практике некоторые кандидаты становятся известными ранее.
Заявки проверяются комиссией, и список, содержащий около двухсот предварительных кандидатов, направляется к выбранным экспертами в этих областях. Они урезают список до примерно пятнадцати имен. Комитет представляет доклад с рекомендациями соответствующим учреждениям. В то время как посмертная номинация не допускается, награду можно получить, если человек умер в течение нескольких месяцев между решением комитета премии (обычно в октябре) и церемонией в декабре. До 1974 года посмертные награды были разрешены, если получатель умер после того, как они были назначены.
Правила Нобелевской премии по физике требуют, чтобы значение достижения было «проверено временем». На практике это означает, что разрыв между открытием и премией, как правило, порядка 20 лет, а может быть гораздо больше. Например, половина Нобелевской премии по физике в 1983 году была присуждена С. Чандрасекару за его работу по строению и эволюции звёзд, что была сделана в 1930 году. Недостаток этого подхода в том, что не все учёные живут достаточно долго, чтобы их работы были признаны. За некоторые важные научные открытия эта премия никогда не присуждалась, так как первооткрыватели умерли к тому времени, когда влияние их работ оценили.

## Награды
Лауреат Нобелевской премии по физике получает золотую медаль, диплом с формулировкой награждения и денежную сумму. Денежная сумма зависит от доходов Нобелевского фонда в текущем году. Если премия присуждается более чем одному лауреату, деньги делятся поровну между ними; в случае трёх лауреатов деньги также могут разделить на половину и две четверти.

### Медали
Медали Нобелевской премии, отчеканенные Myntverket в Швеции и Монетным двором Норвегии с 1902 года, являются зарегистрированными торговыми марками Нобелевского фонда. Каждая медаль имеет изображение левого профиля Альфреда Нобеля на лицевой стороне. Медали Нобелевской премии по физике, химии, физиологии или медицине, литературе имеют одинаковую лицевую сторону с изображением Альфреда Нобеля и годами его жизни (1833—1896). Портрет Нобеля также появляется на лицевой стороне медали Нобелевской премии мира и медали премии в области экономики, но с несколько иным дизайном. Изображение на оборотной стороне медали варьируется в зависимости от учреждения, присуждающего награду. На оборотной стороне медали Нобелевской премии по химии и физике один и тот же дизайн.

### Дипломы
Нобелевские лауреаты получают диплом из рук короля Швеции. Каждый диплом имеет уникальный дизайн, разработанный награждающим учреждением для лауреата. Диплом содержит изображение и текст, в котором содержится имя лауреата и, как правило, формулировка того, за что присуждена премия.

### Премиальные
Лауреатам также выдаётся денежная часть премии; в 2009 году сумма составляла 10 миллионов шведских крон (1,4 млн долл. США). Суммы могут отличаться в зависимости от того, сколько денег Нобелевский фонд может присудить в этом году. Если есть два победителя в одной категории, грант делится поровну между ними. Если победителей трое, то награждающий комитет имеет возможность поделить грант на равные части или вручить половину суммы одному и по одной четверти двум другим.

## Церемония
Комитет и учреждения, выступающие в качестве отборочной комиссии для премии, обычно объявляют имена лауреатов в октябре. Премия вручается затем на официальной церемонии, которая проводится ежегодно в мэрии Стокгольма 10 декабря, в годовщину смерти Нобеля. Лауреаты получают диплом, медаль и документ, подтверждающий денежный приз.